# Baka (fils de Djédefrê)
Pour les articles homonymes, voir Baka.
Baka, signifiant Son Ba est avec son Ka, est le nom d'un prince égyptien de la IVe dynastie, fils du roi Djédefrê, connu grâce à une statue trouvée dans le temple funéraire de Djédefrê à Abou Rawash. 
Il existe également la possibilité qu'il ait été un roi de la IVe dynastie, dont le nom hellénisé serait Bikhéris et dont le court règne serait situé aux alentours de -2500. En effet, une pyramide inachevée, située à Zaouiet el-Aryan et datée de la IVe dynastie par sa méthode de construction, n'est attribuable à aucun des rois connus de cette dynastie. De plus, le nom du roi en cartouche, retrouvé dans la fosse du monument, est constitué de deux signes dont seul le second est lisible : il s'agit du bilitère ka.

## Baka, un prince de laIVedynastie
La vie privée du prince Baka est inconnue et les noms des membres de sa propre famille, excepté celui de son père, sont perdus. Baka était un fils du pharaon Djédefrê, il a donc vécu et travaillé pendant la IVe dynastie. Sa mère est quant à elle inconnue, mais il s'agit sans nul doute d'une des épouses de Djédefrê, peut-être Hétep-Hérès II ou Khentetenka.
Des membres de la fratrie du prince sont connus. Il a pour frères ou demi-frères les princes Setka, Hernet et peut-être Nykaou-Djédefrê, et pour sœurs ou demi-sœurs les princesses Hétep-Hérès III et Néferhétepès.

## Baka, un roi de laIVedynastie?

### Les sources postérieures à l'Ancien Empire
Le papyrus Westcar, datant de la Deuxième Période intermédiaire, rapporte les récits de quatre fils du roi Khéops à ce dernier. Le nom du premier fils est perdu, mais les suivants sont Khéphren, Baoufrê et Hordjédef. De plus une inscription du Nouvel Empire au Ouadi Hammamat mentionne quatre fils de Khéops en tant que rois, avec les noms entourés d'un cartouche, à savoir Djédefrê, Khéphren, Hordjédef et enfin Bafrê (Baoufrê ?). Il s'agit des mêmes noms que dans le papyrus Westcar (à l'exception de la lacune sur le nom de Djédefrê). On sait que les deux premiers ont été effectivement des rois, on sait aussi que Hordjédef n'a jamais été roi. Baoufrê ou Bafrê, pour sa part, n'est connu que par ces attestations tardives et certains ont fait un lien avec le nom Bikhéris écrit par Manéthon des siècles plus tard.
Sur la table de Saqqarah, gravée sous le règne de Ramsès II, pendant la XIXe dynastie, cinq noms de rois sont lacunaires entre Khéphren et Ouserkaf. Deux espaces sont à assigner à Mykérinos et à Chepseskaf mais trois ne correspondent pas aux rois bien connus de l'archéologie et cités dans les listes royales officielles postérieures telles que la liste d'Abydos datant du règne de Séthi Ier. L'un de ces espaces pourrait revenir à cet hypothétique roi Baka.
Sur le Canon royal de Turin, datant lui aussi du règne de Ramsès II, il existe aussi des espaces lacunaires entre les noms de Khéphren et d'Ouserkaf, mais cette fois-ci, il n'y a que quatre espaces, dont deux sont à assigner à Mykérinos et à Chepseskaf.
Dans les écrits de Manéthon, datant d'environ -300, un nom hellénisé Bikhéris (ou Biurus sur une version copiée par Ératosthène) se retrouve entre les noms de Khéphren et de Mykérinos. Manéthon fait de ce Bikhéris un fils et le successeur de Djédefrê mais il s'égare complètement dans la succession des rois, car il décrit cette succession comme suit : Snéfrou → Khéops → Khéphren → Mykérinos → Djédefrê → Bikhéris → Chepseskaf → Thamphthis, or la succession clairement établie par les sources archéologiques contemporaines de cette dynastie indique (aux rois fantômes près) : Snéfrou → Khéops → Djédefrê → Khéphren → Mykérinos → Chepseskaf. Une telle confusion a pu venir du fait que les trois rois Khéops, Khéphren et Mykérinos sont connus comme étant père, fils et petit-fils et sont enterrés tous les trois à Gizeh ; il est ainsi possible qu'à l'époque de Manéthon, il était évident que ces trois rois devaient s'être succédé sans discontinuer.
Alan B. Lloyd est convaincu que les noms Baka, Bakarê, Bafrê, Baoufrê et Biuris sont tous identiques aux Bikhéris de Manéthon. Kim Ryholt en doute, faisant remarquer que les noms Bafrê et Baoufrê ne contiennent aucune syllabe qui pourrait phonétiquement correspondre à Bikhéris.  Ainsi, Ba(ou)frê et Bikhéris pourraient être deux personnages différents.

### Indices contemporains
Les sources égyptiennes de l'Ancien Empire sont rares. La plus ancienne source de nom royal possible peut provenir de la pyramide inachevée à Zaouiet el-Aryan, datée de la IVe dynastie. Le site a été découvert en 1904 par l'égyptologue italien Alexandre Barsanti. Il a découvert plusieurs inscriptions à l'encre noire, dont certaines portent un nom de cartouche royal. Malheureusement, Barsanti n'a pas fait de fac-similé mais des dessins bâclés et le nom du cartouche reste illisible. Au moins le deuxième hiéroglyphe (inférieur) peut être identifié comme un symbole Ka, faisant ainsi du nom du roi un ....ka,.
Selon Peter Jánosi, le nom mystérieux pourrait être Baka, avec un signe du bélier et le symbole Ka, or un fils de Djédefrê s'appelait en fait Baka, écrit de manière semblable. Il est possible que le prince Baka fût destiné à devenir roi sur le trône royal, mais il mourut inopinément pendant son année de couronnement, laissant sa tombe inachevée. Peut-être que Baka a changé son nom de Baka en Bakarê après son couronnement, ou peut-être cela a-t-il été fait à titre posthume. Si cette théorie est correcte, Bikhéris serait la variante hellénisée de Baka(rê).
Cette théorie n'est cependant pas communément acceptée. Aidan Dodson est convaincu de la représentation d'un animal assis ressemblant à l'animal de Seth, lisant ainsi le nom royal comme Sethka (Seth est mon Ka). Dans ce cas, c'est Setka qui aurait en fait suivi son père sur le trône.

### Position chronologique
La position chronologique de ce roi n'est pas claire et est sujette à débat parmi les égyptologues. En effet, selon les listes du Nouvel Empire, lacunaires mais qui semblent citer ce roi, le successeur de Djédéfrê semble être Khéphren. C'est le cas de la Table de Saqqarah, où Khéphren est indiqué comme le successeur direct de Djédefrê. De même, selon le Canon royal de Turin, le troisième successeur de Snéfrou a un nom commençant Khâ, seul Khéphren (Khâfrê) correspond pour cette période. Malgré ceci, un bon millénaire sépare ces listes et la période considérée, et ces listes comportent des erreurs, même pour des périodes plus récentes que la IVe dynastie. Ainsi, plusieurs chercheurs, dont Franck Monnier , en désaccord avec ces listes, placent ce roi Bikhéris en tant que successeur de Djédefrê et prédécesseur de Khéphren.

### Conclusion
Il est clair que la succession simple de six rois pendant la IVe dynastie, de Snéfrou à Chepseskaf, ne s'est pas passée telle quelle. Les sources tardives citent pour la plupart deux ou trois rois supplémentaires dont les noms sont systématiquement perdus, hormis des formes hellénisées chez Manéthon, parfois difficilement associables aux noms égyptiens. Il y a le fait incontestable qu'il y a une pyramide inachevée à Zaouiet el-Aryan datant de la IVe dynastie et construite par un roi dont le nom fini par ...ka et qui ne fait pas partie de l'un des six rois bien connus.
Il semble donc que la succession des fils de Khéops a été confuse et peut-être que deux lignées de prétendants au trône ont existé, l'une issue de Djédefrê, l'autre issue de Khéphren, qui se serait finalement imposée.